# Hasviks kommun
Hasviks kommun (norska: Hasvik kommune, nordsamiska: Ákŋoluokta gielda, kvänska: Hasviikan komuuni) är en kommun i Finnmark fylke i norra Norge. Största delen av kommunen ligger på ön Sørøya. Den gränsar i öster till Hammerfests kommun och i söder till Alta kommun och Loppa kommun. Mellan Hasvik och Sørvær finns rester av stenåldersboplatser som anses vara cirka 9.000 år gamla.

## Administrativ historik
Hasviks kommun bildades 1853 genom en delning av Loppa kommun.

## Orter

### Tätorter
- Hasvik är kommunens största tätort med cirka 400 invånare. Här finns flygplats och daglig färja till Øksfjord som har Hurtigrutförbindelse. Hasviks kyrka, en vitmålad rundkyrka i trä, invigdes 17 juli 1955.
- Breivikbotn är kommunens centralort med cirka 300 invånare. Kyrkan är en rödmålad långkyrka i trä och invigdes 1959.

### Övriga orter
- Sørvær är ett fiskeläge med cirka 200 invånare. Kyrkan invigdes 1968 och har glasmålningar. Utanför Sørvær har den grundstötta ryska kryssaren Murmansk tidigare legat. Den bogserades utanför norska kusten för att skrotas i Indien, då den slet sig och drev i fyra dygn innan den på julafton 1994 gick på grund utanför klippkusten vid Sørvær. Flera försök gjordes därefter att dra den loss, men den rostiga kryssaren låg kvar och blev en turistattraktion. Den inneslöts till slut i en fördämning och skrotades på plats mellan 2012 och 2013.

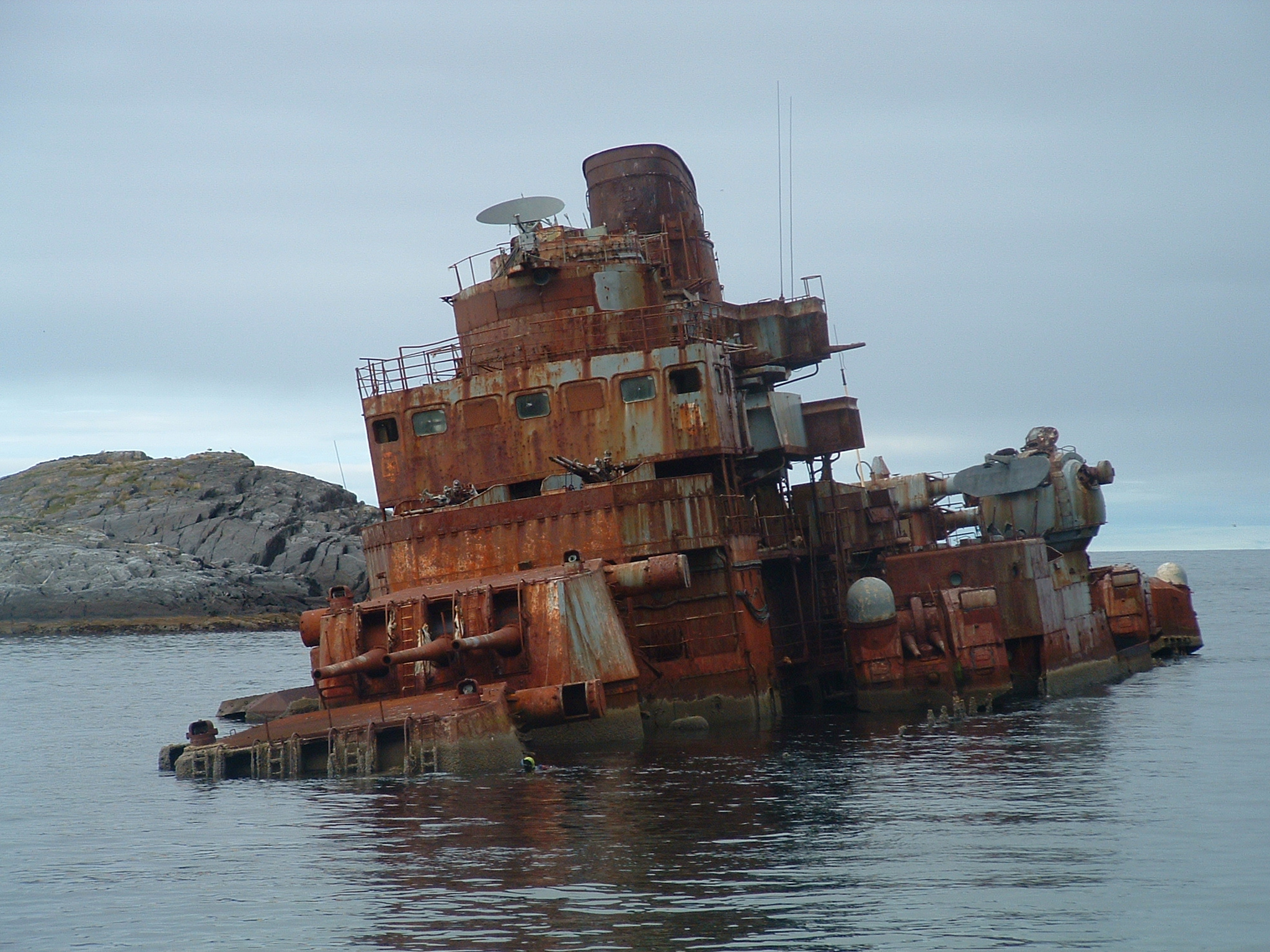
Kryssaren Murmansk 2002.

## Socknar
Inom Norska kyrkan motsvaras Hasviks kommun av Hasviks socken i Alta prosteri i Nord-Hålogalands stift.

## Tusenårssted
Friluftsområdet Sandvika mellan Breivikbotn och Breivik är kommunens Tusenårssted. Under Andra världskriget brändes all bebyggelse i Sandvika av tyskarna. Det finns idag inga fast bosatta i Sandvika.